# Geoffrey Cox (periodista)
Geoffrey Sandford Cox (7 de abril de 1910 - 2 de abril de 2008) fue un periodista del Reino Unido nacido en Nueva Zelanda.

## Biografía
En la Universidad de Oxford se graduó en Filosofía, Ciencias Políticas y Economía. Sin embargo, se dedicó a su vocación, el periodismo. Su primer destino fuera de Gran Bretaña fue la guerra civil española, que cubrió desde octubre de 1936 y que marcó su destino como corresponsal de guerra. Estuvo presente en la mayoría de los conflictos del siglo XX desde la Segunda Guerra Mundial hasta la Guerra de Vietnam. Trabajó para la televisión, presentando y dirigiendo espacios informativos y ocupando puestos ejecutivos en la década de 1950 y 1960.
Obtuvo el título de Sir en 1966 de manos de Isabel II de Inglaterra por su trabajo en el periodismo.